# 水手2號
水手2号探测器是美国发射的第二个水手系列探测器，该探测器成功地掠过金星从而成为人类第一个成功接近其他行星的空间探测器。 水手2号的结构与水手1号基本一致，携带了6台科学仪器。包括一台工作在13.5毫米和19毫米的双通道微波雷达，一台工作在8至9微米和10至10.8微米波段的红外雷达，1台磁力计，1个电离室，1個粒子探测器以及1台宇宙尘埃检测仪。 在经历了108天、2亿9千万公里的飞行之后，水手2号在12月14日接近金星并拍摄下了红外及微波波段的图像。

## 任务
从地面发射之后，水手2号首先进入的是118公里的地球轨道。980秒后火箭第二级启动，水手2号开始进入转移轨道。发射后44分钟，太阳能电池完全展开。8月29日，各种科学仪器开始工作。9月8日，水手2号突然失去了姿态控制，但3分钟后又恢复了过来，这可能是由于某个部件的碰撞造成的。10月31日，太阳能电池不能正常工作，科学仪器也因此被迫关闭。一週后太阳能电池恢复正常，然而在11月15日太阳能电池又出现了问题。幸运的是此时水手2号已經足够接近太阳，所获得的电力仍在可接受的范围之内。12月14日，雷达系统开始工作，水手2号开始以30°的角度接近金星。 其距离金星最近的时刻为世界标准时1962年12月14日19点59分28秒，此时的高度为34773公里。之后水手2号开始进入日心轨道。世界标准时1963年1月3日7点是最后一次接收到它发回信号的时间。根据其发回的数据，科学家们估计金星上覆盖着厚达60公里的二氧化碳大气层，金星表面温度大概在425摄氏度。

## 外部鏈接
- （英文）水手2號任務簡介 by NASA太陽系探索
- （英文）華盛頓特區史密森航空航天博物館中的水手2號全尺寸工程原型 的存檔，存档日期March 13, 2012，.
- （英文）水手2號 的存檔，存档日期May 17, 2017，.